# Mopoi
Mopoi fou un dels sultanats dels azande a la regió al sud-est de la moderna República Centreafricana. Estava entre els rius Mbomou i Uele. Fou fundat pel clan vongara dels azande dirigits per Nunga.
Mopoi Inguizimo, net de Nunga, va arribar al poder succeint al seu germà Pwopwo vers 1883 o 1884 (mort en un combat contra els mahdistes), en un regne zande en el que aviat es van imposar els mercaders d'esclaus sudanesos que fugien dels mahdistes. Quan els belgues van penetrar a la zona el 1892 el sultà es va oposar a la seva presència però el 1894 el seu territori va quedar dins la zona reconeguda a l'Estat Lliure del Congo i els belgues van construir una posició militar al costat de la seva residència en el punt de la confluència entre el Bangaro i el Mbomou, però el 1895 la van haver d'abandonar per l'hostilitat del sultà, que llavors va dominar amplis territoris al sud del Uele i es va instal·lar a la vora del Sili, afluent del Gurba. El 1896 va visitar al comissari del districte, Chaltin, a la posició dels Amadis. De 1896 a 18900 va saquejar la regió que va quedar desorganitzada, i intriga amb representants de França i Gran Bretanya.
El 1907 la fundació pels congolesos de una posició a Sili, va enutjar al sultà; els belgues consideraven el sultanat un focus de rebel·lió. El 1911 fou atacat per la força pública del Congo, i va fugir a territori francès; els francesos van establir una posició militar al poblament establert per la gent del sultà. Al costat belga el tron vacant fou confiat el 1914 a Boeli, germà de Mopoi, el que no va evitar que el sultà continués fent propaganda subversiva al seu antic territori i al territori francès on Mopoi va incitar a la població local a resistir a les exaccions de la companyia comercial dels sultanats de l'Alt Ubangui. El febrer de 1916 una situació pre-revolucionaria a la regió fou aprofitada pel sultà per atacar la població de Mopoi, que va incendiar, i es va revoltar contra els francesos; aquests van demanar ajut als britànics i belgues i el març una força conjunta va derrotar els guerrers de Mopoi i van ocupar el seu territori amb tropes indígenes. Mopoi fou capturat el 15 d'abril de 1916; va intentar fugir però fou abatut per un tirador francès. Des de llavors la calma va retornar al territori. Mort Boeli el va succeir el seu fill Soro, que encara regnava el 1959.

## Genealogia
- Ngura o Ngara
  - Mabenge
    - Nunga
      - Zabgabiru
        - Tikima
          - Zemio, sulta de Zemio

      - Mpoie-Mokru
        - Renzi
        - Pwopwo
          - Boeli 
            - Soro

        - Mopoi Inguizimo, sulta de Mopoi

  - Tombo